# Paulo Melro
Paulo Afonso de Freitas Melro (Blumenau, 7 de março de 1928 – Blumenau, 12 de fevereiro de 2011) foi um engenheiro e político brasileiro.

## Vida
Filho de Luís de Freitas Melro e de Elsa Schneider de Freitas Melro, diplomou-se em engenharia, em 1953.

## Carreira
Foi deputado à Câmara dos Deputados na 47ª legislatura (1983 — 1987), eleito pelo Partido Democrático Social (PDS).